# Носенко Артем В'ячеславович
Арте́м В'ячесла́вович Носе́нко (28 жовтня 1991, Світловодськ, Кіровоградська область — 15 грудня 2015,Павлопіль, Донецька область) — старший солдат Збройних сил України, розвідник глибинної розвідки 131 окремого розвідувального батальйону, в/ч 1109,  учасник російсько-української війни. Позивний «Шустрий».

## Життєпис
Народився 1991 року в місті Світловодськ Кіровоградської області. Був єдиною дитиною у батьків, з дитинства займався боксом. З 1999 року родина проживала у місті Кременчук. 
У 2009 року закінчив кременчуцьку спеціалізовану школу № 10. Протягом 2009-2014 років навчався у Кременчуцькому національному університеті ім. Михайла Остроградського. Отримав диплом бакалавра за спеціальністю "системна інженерія".
13 лютого 2015 р. був призваний за контрактом до Збройних Сил України у батальйон ПСМОП (батальйон патрульної служби поліції особливого призначення) «Полтава», потім разом з другом підписав контракт з Маріупольським військкоматом. Старший солдат, розвідник глибинної розвідки, 131-й окремий розвідувальний батальйон.
15 грудня 2015-го під час виконання бойового завдання в секторі «М» поблизу Павлополя розвідгрупа потрапила під снайперський обстріл. Внаслідок обстрілу Артем зазнав важкого кульового поранення, від якого помер.
Похований на Свіштовському кладовищі у 12-му секторі героїв АТО.
Без сина лишилися батьки.

## Нагороди
За особисту мужність, сумлінне та бездоганне служіння Українському народові, зразкове виконання військового обов'язку відзначений — нагороджений
- орденом «За мужність» ІІІ ступеня (21.3.2016, посмертно)[3]

## Вшанування пам'яті
- 11 жовтня 2016 року на будівлі кременчуцької спеціалізованої школи № 10 з поглибленим вивченням англійської мови відкрито меморіальну дошку Артему Носенку.[4][5][6]
- 29 листопада 2016 року рішенням сесії Кременчуцької міської ради вулиця Новоросійська перейменована на вулицю Артема Носенка.

- вшановується в меморіальному комплексі «Зала пам'яті», в щоденному ранковому церемоніалі 15 грудня[7][8].